# Aleksandr Perežogin
Aleksandr Valer'evič Perežogin (in russo Александр Валерьевич Пережо́гин?; Öskemen, 10 agosto 1983) è un hockeista su ghiaccio russo.

## Palmarès

### Mondiali
- 2 medaglie:
  - 2 ori (Svizzera 2009; Finlandia/Svezia 2012)